# Casa Museo Maestro Pedro Nel Gómez
La Casa Museo Maestro Pedro Nel Gómez es un sitio cultural de Medellín, Colombia, constituida por Pedro Nel Gómez y su familia el 15 de noviembre de 1975, con el objeto de conservar la casa, su acervo artístico, bibliogràfico y documental como un patrimonio cultural y artístico de Medellín y de Colombia. 
La residencia, posee decoraciones murales al fresco con un área de ciento sesenta metros cuadrados, conserva en archivo los "cartones" preparatorios de los cerca de 2200 m² de decoraciones murales al fresco realizadas en múltiples espacios y edificios públicos de la ciudad y del país.
Guarda cerca de 3.015 obras de arte entre dibujos, acuarelas, óleos, pasteles algunas esculturas y proyectos arquitectónicos. Su Biblioteca Giuliana Scalaberni conserva cerca de dos mil libros y más de cinco mil documentos sobre la vida y obra del artista.
Además de guardar y exhibir en exposiciones permanentes la valiosa producción multifacética de quien ha sido llamado "El pintor de la patria", la entidad presta servicios de gestión y promoción de actividades artísticas y culturales, capacitación, asesoría e investigación en alianza con diversas instituciones públicas y privadas de la región y del país.
Para el público en general, visitantes, estudiantes, artistas e investigadores, la Casa Museo ofrece los servicios de biblioteca, vistas guiadas, programas de educación no formal y educación continuada. Además los servicios de Marquetería especializada, conservación, restauración y desinfección de obras. Expide certificación y avaluo de obras originales del Maestro Pedro Nel Gòmez.